# 张济民 (1896年)
张济民（1896年—1987年11月6日），中国人民解放军将领、中国人民解放军开国少将。
曾任中国人民解放军沈阳军区财务部部长。1955年，授予中国人民解放军少将。